# Стены Иерихона
«Стены Иерихона» (англ. The Walls of Jericho) — американский драматический фильм режиссёра Джона М. Стала, который вышел на экраны в 1948 году.
Фильм рассказывает о популярном и привлекательном прокуроре небольшого городка Иерихон Дейве Коннорсе (Корнел Уайлд), который планирует сделать политическую карьеру. Женатый на сильно пьющей Белль (Энн Дворак), он влюблен в свою молодую коллегу Джулию Норман (Энн Бакстер). Алджирия Ведж (Линда Дарнелл), жена его лучшего друга и редактора местной газеты Таккера Веджа (Кирк Дуглас) начинает заигрывать с Дёйвом, но он отвергает её. В отместку Алджирия с помощью интриг разрушает репутацию Дейва и добивается избрания в Конгресс своего мужа. Несколько лет спустя, когда Веджи возвращаются из Вашингтона в Иерихон, Алджирия снова начинает интриговать, добиваясь избрания своего мужа в Сенат. Однако когда Таккер понимает, какими методами действует Алджирия, он снимает свою кандидатуру, открывая Дейву дорогу в Сенат и обрекая жену на жизнь в Иерихоне.
Фильм получил сдержанные отзывы критики, отметившей сильный литературный материал по которому он поставлен, а также значимость его проблематики, но посчитавшей фильм медленным, неглубоким и недостаточно напряжённым.

## Сюжет
Действие происходит в начале XX века в небольшом городке Иерихон, штат Канзас, где Дейв Коннорс (Корнел Уайлд) работает окружным прокурором. Его хорошая знакомая Джулия Норман (Энн Бакстер) просит помочь ей привести в чувства и вернуть домой отца Джеффа (Генри Халл), который отсыпается после пьянки на извозчичьем дворе Готча Маккёрди (Бартон Маклейн), служащем местом нелегальной торговли спиртным. Хотя Дейв торопится на железнодорожную станцию, чтобы встретить старого друга, он соглашается помочь, так как с большим уважением относится к Джеффу как к одному из лучших адвокатов в городе. Воинственный Маккёрди не хочет пускать Дейва и угрожает ему физической силой, однако когда Дейв даёт понять, что готов принять бой, Маккёрди быстро капитулирует. Дейв забирает спящего непротрезвевшего Джеффа и отправляет его домой, после чего едет на станцию. Поезд, который он встречает, опаздывает на три часа, и во время ожидания Дейв снова встречает Джеффа и Джулию. Она сообщает Дейву, что дальний родственник Джеффа умер в Делавере, оставив им по завещанию своё наследство, и они с отцом уезжают туда жить. На прощание Джулия, которая явно неравнодушна к Дейву, целует его в щёку. Вскоре прибывает поезд, на котором приезжают старый друг Дейва по имени Таккер Ведж (Кирк Дуглас), который является издателем и редактором местной газеты «Кларион». Таккер приезжает вместе со своей молодой женой, красавицей Алджирией (Линда Дарнелл).
Несколько дней спустя Коннорсы устраивают в принадлежащем им пансионе обед для нескольких знатных семей города. Во время обеда Дейв представляет Алджирию своей жене Белль (Энн Дворак), матери Белл, миссис Данэм (Марджори Рэмбю), которой принадлежит пансион, и нескольким уважаемым горожанам, включая судью Хатто (Грифф Барнетт) и его жену, владельца крупнейшего магазина Тома Рэнсома (Фрэнк Фергюсон) с женой и их дочерью Марджори (Колин Таунсенд). Белль явно неуверенно чувствует себя в роли хозяйки, она нервничает и злится. Оставшись на балконе наедине с Дейвом, Алджирия соблазнительно берёт его за руку, однако он держится доброжелательно, но ровно, не переходя грань нормального общения. Дома Алджирия говорит Таккеру, что она впечатлена Дейвом, но что женщины «ужасны». Она замечает, что Белль явно увлекается выпивкой, и выражает недоумение, как Дейв мог жениться на такой женщине. Некоторое время спустя Таккер и Алджирия дают в своём доме большой приём, приглашая в том числе Дейва и Белль. Дейв однако приходит в одиночестве и ближе к концу приёма, ссылаясь на занятость общественными делами. Когда речь заходит о том, что через два года Дейв, возможно, выдвинет свою кандидатуру в Конгресс, Алджирия проявляет к этому живейший интерес. Она отводит его в сторону с просьбой, чтобы он поподробнее рассказал о своей политической деятельности и планах на будущее. Алджирия пытается примкнуть к Дейву в реализации его политических амбиций, однако он деликатно даёт понять, что говорить об этом пока рано. После завершения вечера Алджирия говорит мужу, что с такой женой, как Белль, Дейв наверняка потерпит неудачу в политической карьере, полагая, что женой конгрессмена должна быть она. Вскоре в своей газете Таккер публикует серию статей, в которых обвиняет Дейва в том, что он не поддерживает его трёхмесячную кампанию очищения Иерихона от порока и бутлегерства. В этой связи судья Хатто говорит Дейву, что он должен как-то успокоить Таккера, если собирается избираться в Конгресс. Однако Дейв, который хорошо знает ситуацию в Иерихоне, утверждает, что вопросы, которые поднимает Таккер, не являются серьёзными для города. Некоторое время спустя Веджи устраивают приём в саду в честь сенатора штата Греймса, на которой приглашают и Коннорсов. Перед самым выходом Дейв обнаруживает, что Белль оказывается слишком пьяна и взвинчена, чтобы прийти на приём, и он отправляется один. Во время приёма Алджирия неожиданно заявляет Дейву, что сенатор убедил Таккера баллотироваться в Конгресс, после чего продолжает обхаживать сенатора. На том же приёме Дейв встречает Джулию, которая сообщает, что её отец умер вскоре после того, как они покинули Иерихон. Она рассказывает, что получила юридическое образование, и теперь вернулась в Иерихон, чтобы работать юристом в офисе судьи Хатто. Когда Дейв собирается уходить, Джулия уговаривает его взять её с собой на встречу с потенциальными избирателями, которая состоится за городом. Некоторое время спустя в городе Дейв провожает Джулию домой, и она поддерживает его желание выдвигаться в Конгресс, несмотря на кампанию критики в его адрес, которая развёрнута в газете Таккера. Джулия говорит Дейву, что его истинным соперником является не Таккер, а Алджирия, и не потому что он ей не нравится, а потому, что слишком нравится. А поскольку Дейва ей не заполучить, она хочет, чтобы её муж поднялся выше него. На следующий день становится известно о смерти судьи Хатто. Дейв приходит домой к судье, чтобы выразить соболезнования. Дверь ему открывает Джулия, которая занимается всеми делами, связанными с похоронами. После похорон вечером Дейв заезжает в дом судьи Хатто, чтобы предложить свою помощь. Дверь ему открывает Джулия, они обнимают и целуют друг друга. Затем они едут за город, где объясняются друг другу в любви, причём Джулия говорит, что любила Дейва с самого детства.
Вскоре Таккер сообщает Алджирии, что Дейв объявил об отказе от участия в выборах в Конгресс. Это сообщение расстраивает Алджирию, которая хотела бы, чтобы Таккер именно победил Дейва в предвыборной борьбе. Алджирия полагает, что Дейв отказался баллотироваться не просто так, что у него на то была веская причина. Она полагает, что столь привлекательный мужчина, как Дейв при своей пьющей жене мог найти утешение с кем-то ещё. Сторонники Дейва считают, что у него были все шансы на победу, и не могут понять его решения, однако Дейв категорически стоит на своём. Джулия приглашает Дейва на встречу, на которой заявляет, что их отношения вредят политической карьере Дейва, и, в частности, заставили его отказаться баллотироваться в Конгресс. В этой связи Джулия решила, что им лучше расстаться, а ей самой уехать из Иерихона в Канзас-Сити, где она уже нашла место в адвокатской конторе. В этот момент к Джулии заходит Марджори, которая заметила, как за домом Джулии из своего автомобиля следит Алджирия.
Газеты сообщают о победе Таккера на выборах в Конгресс, после чего он вместе с Алджирией переезжает в Вашингтон. Таккер при поддержке жены занимает прочные позиции в Конгрессе и устанавливают связи с ведущими политиками страны. Несколько лет спустя Таккер выдвигает свою кандидатуру на должность сенатора США. Узнав об этом, Дейв приезжает в Канзас-Сити к Джулии, которой сообщает, что собирается стать соперником Таккера на выборах в Сенат. Перед расставанием они целуются, однако в момент прощания на вокзале неожиданно появившаяся знакомая Джулии не даёт им довести разговор до конца. Вскоре газеты сообщают, что Дейв уходит с должности окружного прокурора. Он начинает избирательную кампанию в Сенат, назначив руководителем своего штаба старого товарища Тома Рэнсома. С началом избирательной кампании Алджирия узнаёт в женском клубе распространившуюся по городу новость, что Том Рэнсом, оказывается, официально не состоит в браке со своей женой. Когда новость доходит до Марджори, она рыдает, а затем ночью убегает из дома. На опустевшей железнодорожной станции её находит пьяный Готч Маккёрди, который набрасывается на неё, собираясь изнасиловать. Защищаясь, Марджори бьёт его по голове лопатой, после чего прыгает в проходящий грузовой поезд. Когда находят смертельно раненого Маккёрди, он успевает сделать официальное заявление, что его ударила Марджори, которую он пытался отвезти домой. Узнав об этом, Дейв сам сообщает новости мистеру и миссис Рэнсом. В этот момент Дейв получает от Джулии телеграмму, в которой она просит его срочно приехать. По прибытии в Канзас-Сити, Дейв видит Марджори в доме у Джулии. Понимая, что она только защищалась, Дейв и Джулия уговаривают Марджори вернуться в Иерихон, и девушка соглашается при условии, что Джулия поедет вместе с ней. Дейв собирается защищать Марджори в суде и просит Джулию стать его ассистенткой на процессе. Он говорит, что, может быть, это последний раз, когда они будут вместе, после чего целуются.
Суд проходит при повышенном внимании общественности, и благодаря усилиям Дейва дело идёт к оправданию для Марджори. Это однако беспокоит Алджирию, которая считает, что на этом процессе Дейв получит дополнительную бесплатную рекламу, столь важную во время избирательной кампании. Алджирия говорит мужу, что надо сделать что-то, чтобы помещать Дейву, но тот не обращает внимания на её слова. Вскоре прямо в суде Дейву передают газету, в которой сообщается, что его жена Белль подала против него иск о разводе, в котором обвинение выдвинуто также против Джулии. Дейв просит судью прервать процесс, немедленно направляясь к Белль. Она уже выставила его вещи на улицу и сменила замки. Зайдя в дом, Дейв видит там Алджирию, понимая, что это она подбила Белл подать иск против мужа. Когда Дейв пытается урезонить пьяную Белл, та неожиданно достаёт пистолет и стреляет в Дейва. В тяжёлом состоянии Дейва доставляют в больницу. В таких обстоятельствах Джулия предлагает Марджи и её родителям просить о переносе рассмотрения дела, однако они умоляют Джулию взять защиту Марджори на себя, чтобы как можно быстрее закончить дело. После возобновления процесса Джулия выступает с заявлением, что дело Марджори приобрело политический характер, и его целью заключается устранение Дейва из борьбы за место в Сенате. Чтобы доказать свою точку зрения, Джулия вызывает для дачи показаний Алджирию. Ей удаётся добиться признания, что Алджирия была в доме Коннорсов в тот момент, когда в Дейва стреляли, после чего излагает убедительную версию того, что это Алджирия уговорила Белл подать иск о разводе во время процесса, чтобы скомпрометировать Дейва. Хотя судья отвергает версию Джулии как бездоказательную, окружающим она представляется вполне убедительной. После этого Джулия сама садится в кресло свидетеля, чтобы ответить на вопрос адвоката другой стороны, какие отношения её связывают с мистером Коннорсом. Она говорит, что действительно любит Дейва и он полюбил её, однако утверждает, что в их отношениях не было ничего предосудительного. Вернувшись с судебного процесса домой, Таккер звонит в больницу, чтобы узнать о состоянии здоровья Дейва. Затем Таккер обвиняет Алджирию в том, что это она подтолкнула Белл к подаче заявления на развод, и что она сознательно разрушила его отношения с единственным другом. Когда Алджирия заявляет Таккеру, что всё это она сделала для него, он обвиняет её в том, что она всё это сделала для себя, так как мечтала поехать в Вашингтон и стать там светской львицей. После этого Таккер заявляет, что накажет жену тем, что она будет жить в ненавидимом ей Иерихоне. Он уезжает в газету, чтобы сделать там заявление, что не будет баллотироваться в Сенат. Добившись оправдания Марджори в суде, Джулия приезжает в больницу, где навещает Дейва, который ждёт её прихода.

## В ролях
- Корнел Уайлд — Дейв Коннорс
- Линда Дарнелл — Алджирия Ведж
- Энн Бакстер — Джулия Норман
- Кирк Дуглас — Таккер Ведж
- Энн Дворак — Белль Коннорс
- Марджори Рэмбю — миссис Данэм
- Генри Халл — Джефферсон Норман
- Колин Таунсенд — Марджори Рэнсом
- Бартон Маклейн — Готч Маккёрди
- Грифф Барнетт — судья Хатто
- Уильям Трейси — Калли Кэкстон
- Арт Бейкер — Педдигрю
- Джин Нельсон — помощник обвинителя (в титрах не указан)

## Создатели фильма и исполнители главных ролей
Продюсер и режиссёр Джон М. Стал за свою карьеру, охватившую период с 1913 по 1949 год, поставил 47 фильмов, среди которых наиболее значимыми были мелодрамы «Семя» (1931) и «Имитация жизни» (1934), комедия «Священные узы брака» (1943), драма «Ключи от царства небесного» (1944) и мелодрама «Бог ей судья» (1945), которая стала самым признанным фильмом режиссёра.
В 1946 году Корнел Уайлд был номинирован на «Оскар» за главную роль в фильме «Песня на память» (1945). К числу других наиболее заметных картин Уайлда относятся военная драма «Вызывает Манила» (1942), «Бог ей судья» (1945), а также фильмы нуар «Придорожное заведение» (1948), «Стойкость» (1949), «Страх бури» (1955) и «Большой ансамбль» (1955). С 1955 года Уайлд начал также работать как режиссёр, поставив вплоть до 1975 года восемь фильмов, среди которых наиболее значимыми были «Голая добыча» (1965), «Красный берег» (1967) и «Вес травы» (1970).
Линда Дарнелл сыграла главные женские роли в таких значимых картинах, как «Знак Зорро» (1940), «Хэнговер-сквер» (1945), «Моя дорогая Клементина» (1946), «Только ваш» (1948) и «Письмо трём женам» (1949).

## История создания фильма
В 1947 году вышел в свет роман Пола И. Веллмана «Стены Иерихона», который, по словам кинокритика Энтони Вейлера из «Нью-Йорк Таймс», «представлял собой увлекательное чтение».
Студия 20th Century Fox купила права на экранизацию романа у Веллмана за 35 тысяч долларов.
Как отмечено в информации Американского института киноискусства, над различными вариантами сценария фильма работали, в частности, У. Р. Бёрнетт, Роберт Хилл, Ванда Тачок, Ф. Хью Херберт и Ламар Тротти, однако Арбитражная комиссия Гильдии киносценаристов признала авторство сценария только за Тротти.
На роль Джулии Норман первоначально была поставлена Джин Тирни, но она отказалась играть в фильме, и её заменила Энн Бакстер. За отказ играть в этом фильме студия отстранила Тирни от работы. В статье в «Лос-Анджелес Таймс» Тирни объясняла свой поступок следующим образом: «Конечно, нет ничего личного в том, что произошло между студией и мной. Я просто-напросто не могла взяться за роль в фильме, потому что не считала, что это было бы правильно для меня. Я не могла понять характер девушки, при том, что она была главной героиней картины. Для меня было особенно трудно отказаться от этой роли, поскольку режиссёром был Джон Стал, и мы с ним отлично сотрудничали на фильме „Бог ей судья“. Тем не менее, я чувствовала, что было бы большой ошибкой для меня сыграть в этом фильме».
Журнал «Голливуд Репортер» в номере от 15 сентября 1947 года сообщил, что студия собирается взять в аренду у Paramount Pictures актёра Роберта Престона, чтобы он сыграл Таккера Веджа.
Фильм находился в производстве с 28 октября 1947 года до 14 января 1948 года. Премьера фильма состоялась в Нью-Йорке 4 августа 1948 года, фильм вышел в широкий прокат в августе 1948 года.

## Оценка фильма критикой

### Общая оценка фильма
После выхода картины кинокритик «Нью-Йорк Таймс» Энтони Вейлер назвал её «длинным, неторопливым и часто не слишком ясным изображением священной и мирской любви, политики и убийства в сонном городе». Как отмечает критик, «большинство проблем, как они представлены, и люди, скованные этими проблемами, кажутся странно одномерными. И при всей той мелкой и крупной ненависти, ревности и амбициях, которыми он должен кипеть, Иерихон, также как и Канзас, в целом выглядит пресно». По мнению Вейлера, «наиболее чётко представлена подлинная привязанность между Коннорсом и Джулией Норман, но мотивы действий остальных актеров находятся в тумане».
Современный киновед Сандра Бреннан написала, что «действие фильма происходит в 1908 году в городе Иерихон, Канзас, который был настоящей выгребной ямой греха и порока».

### Оценка актёрской игры
Энн Бакстер в роли «подвергаемой психическим тревогам Порции сильна и привлекательна, особенно в финальной сцене в зале суда, где она мужественно и открыто говорит о своих чистых отношениях с Коннорсом». Корнел Уайлд, который играет Коннорса, «довольно убедителен как адвокат, но он часто странно безмятежен в стрессовых ситуациях». Как далее пишет Вейлер, Линда Дарнелл играет «красивую женщину, личность которой, к сожалению, нуждается в большем объяснении, чем то, что показано на экране. Кирк Дуглас в роли её обманутого мужа, и Энн Дворак, как вечно пьяная супруга Уайльда, создают компетентные, хотя и однобокие образы второго плана».